# Christian Pfeufer (Politiker)
Christian Pfeufer (seit 1869 von) (* 8. März 1808 in Bamberg; † 27. Dezember 1882 in München) war ein deutscher Jurist und Politiker.

## Leben
Pfeufer studierte von 1827 bis 1831 Philosophie und Rechtswissenschaft an der Universität Würzburg. Er war von 1833 bis 1838 Akzessist am Appellationsgericht in Bamberg, von 1838 bis 1845 Assessor und Fiskaladjunkt bei der Regierung von Oberfranken in Bayreuth und 1845 Geheimer Sekretär im bayerischen Finanzministerium in München. Von 1845 bis 1854 arbeitete er als Regierungs- und Fiskalrat bei der Kreisregierung von Niederbayern in Landshut und von 1854 bis 1862 als Fiskalrat bei der Kreisregierung von Oberbayern in München. Von 1862 bis 1877 war er als Direktor der Königlichen Bank in Nürnberg tätig, seit 1877 an deren Standort in München.
Vom 1. Februar 1849 bis 8. Mai 1849 war er für den Wahlkreis Niederbayern in Landshut Mitglied der Frankfurter Nationalversammlung in der Fraktion Augsburger Hof. 